# Shinsuke Shiotani
Shinsuke Shiotani (塩谷 伸介, Shiotani Shinsuke) est un footballeur japonais né le 11 mai 1970 dans la préfecture d'Osaka. Il évoluait au poste de défenseur.